# 1755 Lorbach
Az 1755 Lorbach (ideiglenes jelöléssel 1936 VD) a Naprendszer kisbolygóövében található aszteroida. Marguerite Laugier fedezte fel 1936. november 8-án, Nizzában.